# Chrysta Bell
Chrysta Bell (20 april 1978) is een Amerikaanse zangeres, fotomodel en actrice. Ze werkt vaak samen met regisseur en componist David Lynch, die ze in 1999 ontmoette. Ze bracht twee dreampop albums uit met Lynch en is tevens te zien als Tammy Preston in het derde seizoen van Lynchs Twin Peaks. Haar stem en muzikale stijl worden omschreven als 'etherisch' en 'sensueel'.

## Discografie

### Solo
- We Dissolve, Meta Hari, 2017
- Chrysta Bell EP, Meta Hari, 2018
- Feels Like Love, Meta Hari, 2019

### Chrysta Bell & David Lynch
- Somewhere In The Nowhere, Meta Hari, 2016
- This Train, La Rose Noire, 2011

### 8 1/2 Souvenirs
- Twisted Desire, RCA Victor, 1999
- Happy Feet, RCA Victor, 1998